# 浜松中央警察署
浜松中央警察署（はままつちゅうおうけいさつしょ）は、静岡県浜松市中央区にある静岡県警察所管の警察署。署長の階級は警視正。

## 所管区域
- 浜松市中央区 - 中央・西・城北・北・アクト・駅南・県居・佐鳴台・富塚・萩丘・曳馬・江西・新津・可美・三方原の各地区

## アクセス
- 遠州鉄道 曳馬駅から徒歩約10分
- 遠鉄バス53・56萩丘都田線 浜松中央署バス停から徒歩約1分

## 沿革

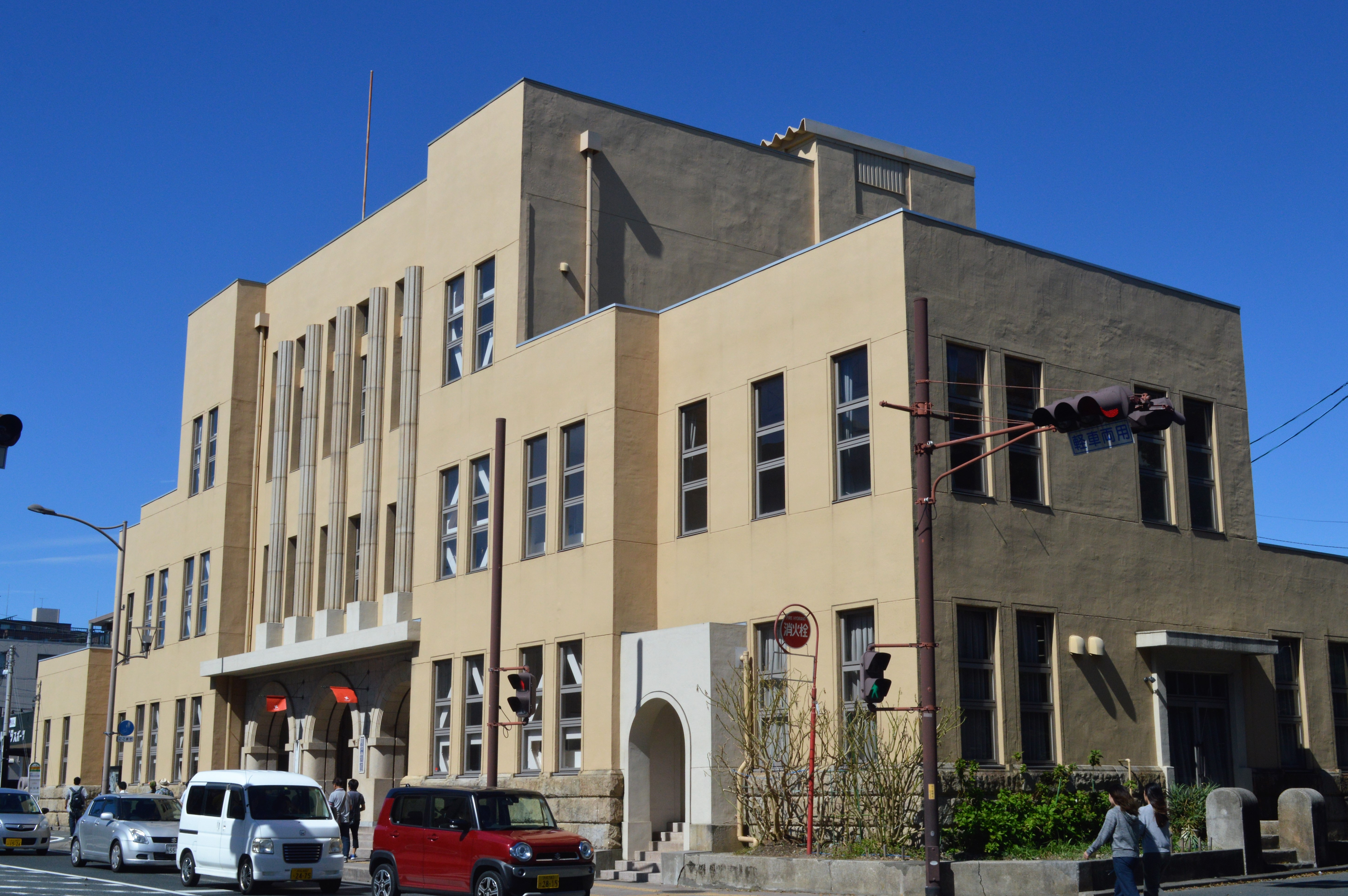
1971年以前の建物（現・鴨江アートセンター）

- 1971年 : 下池川町に浜松中央警察署が設置される。
- 1987年 : 現在地に移転。
- 2019年（平成31年）4月1日 : 浜松西警察署の新設に伴い、西区（現・中央区）が管轄区域から外れる。
- 2024年（令和6年）4月1日 : 同年1月に実施した浜松市の行政区再編に伴い、浜松東警察署の管轄であった可美公園前交番（新津地区、可美地区）及び卸本町警察官駐在所（新津地区）を同署に移管、並びに細江警察署の管轄であった三方原北交番（三方原地区）は浜松中央署に再び移管[1]。

## 交番
- 葵高丘交番（高丘西二丁目） - 2011年前半に葵東に存在した三方原交番から移転
- 駅南交番（北寺島町）
- 可美公園前交番（増楽町）
- 佐鳴台交番（佐鳴台四丁目）
- 城北交番（城北二丁目）
- 新川交番（常盤町）
- 富塚町交番（富塚町）
- 南部交番（上浅田一丁目）
- 浜松駅前交番（砂山町）
- 浜松城公園前交番（松城町）
- 東伊場交番（東伊場二丁目）
- 曳馬交番（上島一丁目）
- 北部交番（住吉三丁目）
- 三方原北交番（三方原町）
- 柳通交番（助信町）

## 警察官駐在所
- 卸本町警察官駐在所（法枝町）